# Тума
Тума́ (від івр. טומאה [tˤumʔa] — бібл. нечистий, споріднене з рос. тума́) — у другій половині XVII та першій половині XVIII століття — людина, народжена від змішаного шлюбу, переважно між чоловіком-мусульманином, переважно турком чи кримським татарином, та полоненою жінкою-християнкою, переважно русинкою. Більшість тумів трималися мусульманської віри і звичаїв.
Народна пісня остерігала: «Козак-тума́ зведе з ума, не буде любити …»
Під час успішних походів запорозьких козаків на Кримське ханство чи османські володіння тумів «визволяли» разом із їхніми матерями і християнськими невільниками, і вивозили до землі християнської. Ставлення до тумів з боку козаків було негативним. Літопис Величка під 1675 роком описує епізод, коли після нападу Івана Сірка на Крим козаки вивезли 7000 християн і тумів, 3000 з яких захотіли повернутися до Криму, бо
|  | мають уже в Криму свої осідлиська й господарства і через це краще там бажають жити, ніж у Русі, нічого свого не маючи. Сірко, відпустивши тих людей до Криму, ще не вірив до решти, щоб вони остаточно пішли в Крим, а сподівався, що вернуться на Русь. Він вийшов на могилу, що там була, і дивився на них, аж доки стало їх не видно. А коли побачив, що вони непремінно простують до Криму, відразу звелів тисячі молодих козаків сісти на коні і, догнавши, всіх їх без найменшого милосердя вибити та вирубати вщент, маючи й самому поїхати вслід за ними й доглянути, чи сталося за його наказом. Оті козаки, одержавши прецінь таке розпорядження від Сірка, догнали тих згаданих людей і вчинили згідно з тим розпорядженням, так що жодної живої душі не лишили в живих. Через невеликий час і сам Сірко, сівши на коня, скочив туди, де виконували його наказ. А приїхавши туди й побачивши, що його волю виконано, подякував козакам, що трудилися в тому, й вимовив до мертвих трупів такі слова: «Простіть нас, брати, а самі спіте тут до страшного господнього суду, ніж би мали розмножуватись у Криму поміж бусурманами на наші християнські молодецькі голови, а на свою відвічну без хрещення погибіль» |